# Struttura interna di Urano

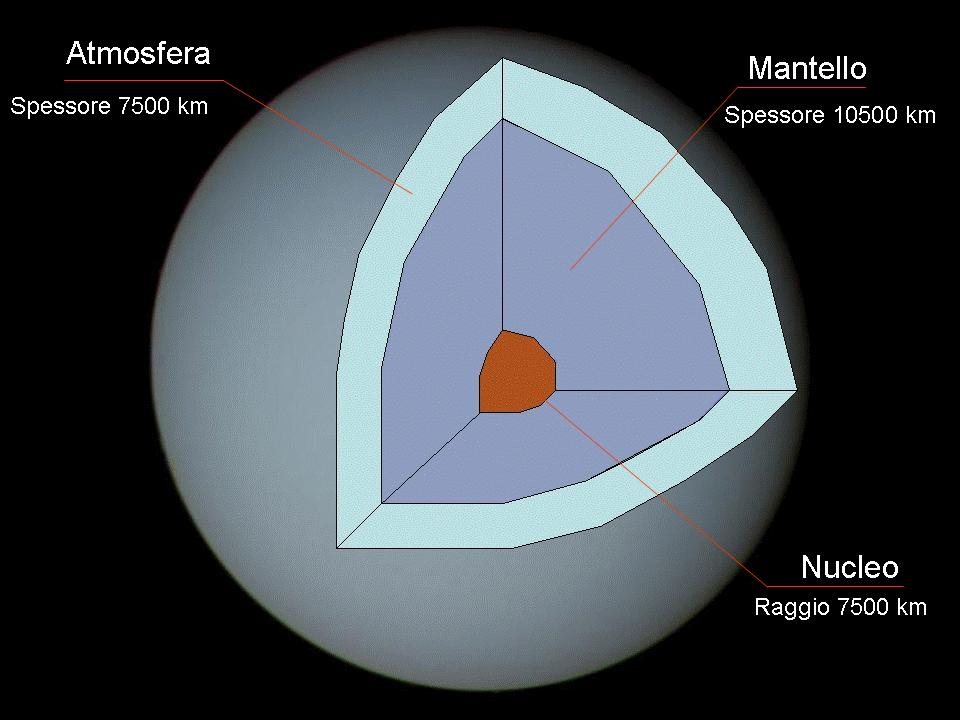
Interno di Urano

Urano possiede una densità simile a Giove, ma ha una massa 22 volte minore; da questo si deduce che nel suo interno vi sia un nucleo roccioso (di 7500 km di raggio) composto principalmente di ferro e silicio.
Attorno al nucleo si sviluppa un mantello (di 10500 km di spessore) con una composizione prevalente di: ghiaccio, metano ed ammoniaca.
Infine c'è lo strato superficiale (di 7500 km) che avvolge l'intero pianeta fatto di idrogeno molecolare, elio ed ammoniaca.
Grazie ad alcune prove di laboratorio fatte dall'astrofisico William B. Hubbard è stata promulgata l'ipotesi che non necessariamente il nucleo del pianeta fosse roccioso, ma fatto di una miscela d'acqua, ammoniaca ed isopropanolo sottoposta ad una pressione di 2 milioni di atmosfere; e questa nuova ipotesi sembra si adatti a quella che è la struttura e la caratteristica dell'interno di Urano.
| composizione interna di Urano            | Spessore (RUrano) | Temperatura (kelvin) | Pressione (bar) |
| ---------------------------------------- | ----------------- | -------------------- | --------------- |
| Mantello di ghiaccio, metano ed elio     | 1.00-0.70         | 80K                  | 1               |
| Inviluppo di idrogeno molecolare ed elio | 0.70-0.30         | 2,5×10³K             | 2×105           |
| Nucleo roccioso                          | 0.30-0.00         | 7×10³K               | 6×106           |